# هانس یورگ کرینز
هانس یورگ کرینز (انگلیسی: Hans-Jörg Criens; ۱۸ دسامبر ۱۹۶۰ – ۲۶ دسامبر ۲۰۱۹) بازیکن فوتبال اهل آلمان بود.
از باشگاه‌هایی که در آن بازی کرده‌است می‌توان به باشگاه فوتبال نورنبرگ و باشگاه فوتبال بروسیا مونشن‌گلادباخ اشاره کرد.
وی همچنین در تیم ملی فوتبال زیر ۲۳ سال آلمان بازی کرده‌است.